# Happy Songs for Happy People
Happy Songs for Happy People (dt. etwa: Fröhliche Lieder für fröhliche Menschen) ist das vierte Studioalbum der schottischen Post-Rock-Band Mogwai. Es wurde 2003 auf Play It Again Sam/Matador Records veröffentlicht.
Bei den meisten Liedern handelt es sich um Instrumentalstücke; lediglich „Hunted by a Freak“, „Killing All the Flies“ und „Boring Machines Disturbs Sleep“ enthalten – größtenteils stark verzerrten – Gesang.

## Rezeption
Das Album erhielt relativ positive Kritikerurteile. Pitchfork Media gibt dem Album 7.1 von 10 möglichen Punkten; Allmusic nennt es „eines der besten Alben der Band“ und gibt vier von fünf Punkten.
Bei Plattentests.de bekommt es 8 von 10 und bei laut.de vier von fünf Punkten. Zum eigenwilligen Albumtitel schreibt Plattentests.de:

„Ist das jetzt Meta-Ironie? Oder meinen die Dauerdepressiven Mogwai den Titel "Happy songs for happy people" tatsächlich ernst? Natürlich funktionieren Titel wie Platte auch bestens als Seitenhieb gegen all jene, die vornehmlich unglückliche Musik von und für unglückliche Menschen hören wollen. Der Spaß steckt bei den Schotten eben im Spiel mit den doppelten Böden. Dort aber, wo man Fallgruben und andere Abgründe erwarten würde, kommen uns Mogwai diesmal mit, nun ja, aufrechtem Wohlklang. Daß wir das noch erleben dürfen.“

## Chartplatzierungen
Erstmals schaffte es ein Mogwai-Album in die US-amerikanischen Albumcharts. In den britischen Albumcharts war Platz 47 hingegen im Vergleich zu den beiden Vorgängeralben, die Platz 29 beziehungsweise Platz 23 erreichten, ein Abstieg.

## Titelliste
1. Hunted by a Freak – 4:18
2. Moses? I Amn’t – 2:59
3. Kids Will Be Skeletons – 5:29
4. Killing All the Flies – 4:35
5. Boring Machines Disturbs Sleep – 3:05
6. Ratts of the Capital – 8:27
7. Golden Porsche – 2:49
8. I Know You Are But What Am I? – 5:17
9. Stop Coming to My House – 4:53

Es wurden keine Singles ausgekoppelt.